# Colastes cilipennis
Colastes cilipennis är en stekelart som först beskrevs av Cameron 1910.  Colastes cilipennis ingår i släktet Colastes och familjen bracksteklar. Inga underarter finns listade i Catalogue of Life.